# 谢尔沃
谢尔沃（法語：Cherveux，法語發音：[ʃɛʁvø]）是法国德塞夫勒省的一个市镇，属于尼奥尔区。

## 地理
谢尔沃（46°24'56"N, 0°21'26"W）面积22.25 平方千米，位于法国新阿基坦大区德塞夫勒省，该省份为法国西部内陆省份，北起曼恩-卢瓦尔省，西接旺代省，南至夏朗德省和滨海夏朗德省，东临维埃纳省。
与谢尔沃接壤的市镇（或旧市镇、城区）包括：欧热、阿宰勒布吕莱、拉克雷什、尚德尼耶、拉沙佩勒巴通、埃希雷、弗朗索瓦、热尔蒙-鲁夫尔、圣热莱。

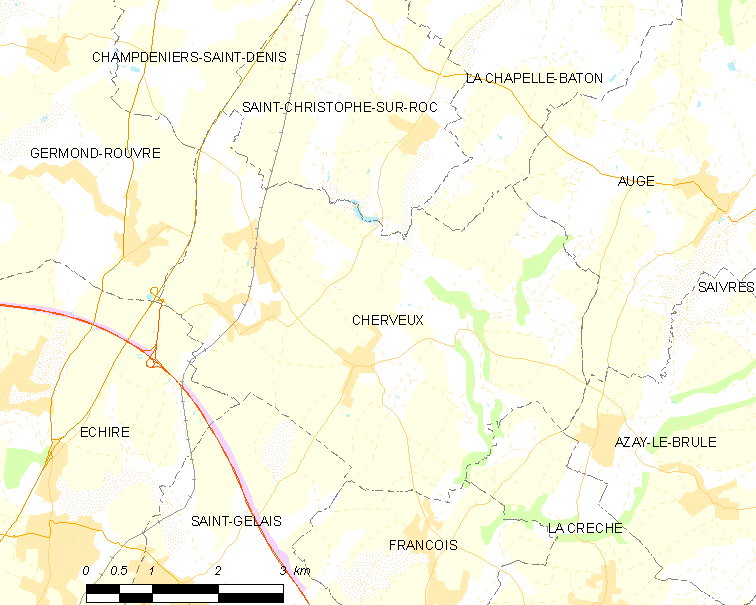
谢尔沃的OSM定位图

谢尔沃的时区为UTC+01:00、UTC+02:00（夏令时）。

## 行政
谢尔沃的邮政编码为79410，INSEE市镇编码为79086。

## 政治
谢尔沃所属的省级选区为欧蒂兹-埃格赖县。

## 人口

1962-2008年间谢尔沃人口变化图示

谢尔沃于2022年1月1日时的人口数量为1867人。